# 1967 Menzel
Az 1967 Menzel (ideiglenes jelöléssel A905 VC) a Naprendszer kisbolygóövében található aszteroida. Maximilian Franz Joseph Cornelius Wolf fedezte fel 1905. november 1-jén.